# 6564 Asher
6564 Asher este un asteroid care intersectează orbita planetei Marte.

## Descriere
6564 Asher este un asteroid care intersectează orbita planetei Marte. Asteroidul prezintă o orbită caracterizată de o semiaxă mare de 1,88 ua, o excentricitate de 0,27 și o înclinație de 45,3° în raport cu ecliptica.